# Férfi jégkorong-válogatottak az 1928. évi téli olimpiai játékokon
A harmadik jégkorongtornát az olimpiák történetében az 1928. évi téli olimpiai játékokon rendezték meg. 11 nemzet 124 sportolója vett részt az eseményen. Az amerikai férfi jégkorong-válogatott nem vett részt, mert nem tudott csapatot kiállítani. A magyar férfi jégkorong-válogatott először vett részt az olimpián és 11. azaz utolsó helyen végeztek.

## Keretek

### Ausztria(AUT)
- Herbert Brück
- Walter Brück
- Jacques Dietrichstein
- Hans Ertl
- Sepp Göbl
- Hans Kail
- Herbert Klang
- Ulli Lederer
- Walter Sell
- Reginald Spevak
- Hans Tatzer
- Hermann Weiß
- edző: Edgar Dietrichstein

### Belgium(BEL)
- André Bautier
- Roger Bureau
- Hector Chotteau
- Albert Collon
- François Franck
- William Hoorickx
- Willy Kreitz
- Jean Meeus
- David Meyer
- Marco Peltzer
- Jacques Van Reyschoot
- Pierre Van Reyschoot
- Jean Van Der Wouwer
- edző: Jean de Craene

### Csehszlovákia(TCH)
- Wolfgang Dorasil
- Karel Hromádka
- Jan Krásl
- Johann Lichnowski
- Josef Maleček
- Jan Peka
- Jaroslav Pušbauer
- Jaroslav Řezáč
- Bohumil Steigenhöfer
- Josef Šroubek
- Jiří Tožička

### Franciaország(FRA)
- André Charlet
- Raoul Couvert
- Robert George
- Albert Hassler
- Jacques Lacarrière
- Philippe Lefébure
- François Mautin
- Charles Payot
- Philippe Payot
- Léon Quaglia
- Alfred de Rauch
- Gérard Simond

### Kanada(CAN)
- Charlie Delahey
- Frank Fisher
- Lou Hudson
- Norbert Mueller
- Herbert Plaxton
- Hugh Plaxton
- Roger Plaxton
- John Porter
- Frank Sullivan
- Joseph Albert Sullivan
- Ross Taylor
- Dave Trottier
- edző: Conn Smythe
- menedzser: William Abraham Hewitt
- helyettes menedzser: Harold Ballard

### Lengyelország(POL)
- Tadeusz Adamowski
- Edmund Czaplicki
- Aleksander Kowalski
- Włodzimierz Krygier
- Lucjan Kulej
- Stanisław Pastecki
- Aleksander Słuczanowski
- Józef Stogowski
- Karol Szenajch
- Aleksander Tupalski
- Kazimierz Żebrowski

### Magyarország(HUN)
- Barcza Miklós
- Barna Frigyes
- Heinrich Tibor
- Krempels Péter
- Krepuska István
- Lator Géza
- Minder Sándor
- Ordódy Béla
- Révay József
- Weiner Béla
- edző: Phil Taylor

### Nagy-Britannia(GBR)
- Colin Carruthers
- Eric Carruthers
- Ross Cuthbert
- Bernard Fawcett
- Harold Greenwood
- Wilbert Hurst-Brown
- Neville Melland
- John Rogers
- Blaine Sexton
- William Speechly
- Victor Tait
- Cecil Wylde

### Németország(GER)
- Gustav Jaenecke
- Wolfgang Kittel
- Franz Kreisel
- Fritz Rammelmayr
- Erich Römer
- Walter Sachs
- Hans Schmid
- Martin Schröttle
- Marquard Slevogt
- Alfred Steinke

### Svájc(SUI)
- Gian Andreossi
- Mezzi Andreossi
- Bobby Breiter
- Charly Fasel
- Louis Dufour
- Albert Geromini
- Fritz Kraatz
- Arnold Martignoni
- Heini Meng
- Toni Morosani
- Luzius Rüedi
- Bibi Torriani
- edző: Bobby Bell

### Svédország(SWE)
- Carl Abrahamsson
- Emil Bergman
- Birger Holmqvist
- Henry Johansson
- Nils Johansson
- Gustaf Johansson
- Ernst Karlberg
- Erik Larsson
- Bertil Linde
- Sigfrid Öberg
- Wilhelm Petersén
- Kurt Sucksdorff
- edzők: Viking Harbom, Sten Mellgren